# 第10軍 (アメリカ軍)
第10軍（だいじゅうぐん、U.S. Tenth Army）は、かつて存在したアメリカ陸軍の部隊の一つで、太平洋戦域を含めた第二次世界大戦の全期間において、最後に創設された軍でもあった。「琉球派遣隊」とも呼ばれ、指揮系統上は「第56任務部隊」とも呼称された。
初代司令官を務めたサイモン・B・バックナー・ジュニア陸軍中将は沖縄戦最末期の1945年6月18日に日本軍の砲撃で戦死し、ロイ・ガイガー海兵少将が臨時に指揮を執ったあと、6月23日にジョセフ・スティルウェル陸軍大将が指揮を継承した。

## 歴史
アメリカ軍の沖縄攻略計画の事実上の始まりは、1944年6月のマリアナ・パラオ諸島の戦い前後にレイモンド・スプルーアンス海軍大将が計画を上層部に進言したところから始まる。しかしこのころ、アメリカ軍ではフィリピンから台湾に向かう進撃計画を支持する者が多かったため、すぐに沖縄攻略計画が承認されたわけではなかった。台湾を攻略する作戦は「コーズウェイ作戦」と呼ばれ、1945年春に実施が予定されていた。
第10軍がテキサス州サム・ヒューストン基地で編成されたのは、マリアナ諸島をめぐる戦いの真っ最中だった1944年6月20日のことである。間もなく司令部はオアフ島に移転する。第10軍司令官に内定していたバックナー中将が着任するのは9月になってからのことだったが、それまで司令官を務めていたアラスカ軍司令官のころからコーズウェイ作戦の陸上部隊指揮官にも内定しており、作戦の研究を重ねていた。ところが、バックナー中将は研究の末に、「太平洋戦域の戦力と補給力を総動員しても作戦の遂行は難しく、ルソン島を確保できるならば台湾攻略の必要はない」という結論を出した。バックナー中将の意見提出と相前後してコーズウェイ作戦の無益を示唆する意見が相次ぎ、太平洋艦隊司令長官で戦域司令官も兼ねたチェスター・ニミッツ海軍大将は意見を集約した上で、コーズウェイ作戦のもっとも強力な支持者だった海軍作戦部長兼合衆国艦隊司令長官アーネスト・キング大将にコーズウェイ作戦の中止を進言し、1944年12月にコーズウェイ作戦は取り消されて硫黄島とともに沖縄の攻略が本決まりとなった。このような経緯から、第10軍はもともと台湾攻略のための軍として編成された、と言っても間違いではない。
1945年3月末からの「第二次世界大戦最後の戦い」沖縄戦が、7月2日の作戦終了宣言で終わったあとの第10軍についてははっきりしない。

## 編成と指揮系統
第10軍の主力部隊はジョン・リード・ホッジ陸軍少将率いる第24軍団とガイガー少将率いる第3海兵水陸両用部隊からなり、その指揮下には予備部隊を含めて7個師団を抱えていた。第24軍団には第7歩兵師団と第96歩兵師団が直属部隊として属しており、第7歩兵師団はアッツ島の戦い、クェゼリンの戦いおよびレイテ島の戦いに参戦し、第96歩兵師団もレイテで戦った経験を有していた。第3海兵水陸両用部隊の中核を成すのは、海兵隊古参部隊で精鋭を誇る第1海兵師団と、部隊としての歴史は浅いもののマーシャル、サイパンおよびグアムでの戦闘経験者から構成されていた第6海兵師団であった。第10軍直属の師団としては第27歩兵師団、第77歩兵師団および第2海兵師団があり、これらは後詰や特殊任務に使われた。その他、ニューカレドニアには第81歩兵師団が第10軍全体の後詰として配備され、また独自の海軍機動部隊、航空部隊および守備隊もあった。
第10軍全体の基礎兵力は、陸軍は約102,000名を数え、これに支援部隊など約38,000名と工事などに従事する9,000名が随伴していた。海兵隊は88,000名、海軍はシービーと医療班を中心とする18,000名がおり、第10軍は沖縄戦開始の時点で182,821名の兵員を有していた。18万の大軍を束ねる第10軍司令部はバックナー中将をはじめ、アラスカから転戦してきた者、またヨーロッパの戦場からはせ参じた者で構成され、また海軍および海兵隊から派遣された連絡将校もいて三軍間での連携を密にするよう配慮されていた。この第10軍を指揮系統上で指揮するのは第51任務部隊司令官リッチモンド・K・ターナー海軍中将であり、ニミッツ元帥、スプルーアンス大将、ターナー中将、バックナー中将の順で指揮系統を整備した。したがって、第10軍は前線での最高司令官であるスプルーアンス大将の責任の下で作戦を行うというわけであるが、スプルーアンス大将自身は「上陸が成功すれば、以降はバックナー中将が沖縄周辺の三軍の指揮を掌握すべきだ」との考えを持っていた。

### 第10軍の部隊構成
1945年1月以降の編成である。なお第7、第77、第96の各歩兵師団は兵力が増強されていたが、定員より1,000名少ない人数だった。
- 第10軍司令部（サイモン・B・バックナー・ジュニア陸軍中将）
  - 第24軍団（ジョン・リード・ホッジ陸軍少将）：南部上陸軍
    - 第7歩兵師団（アーチボールド・V・アーノルド（英語版）陸軍少将）：兵力約22,000名
    - 第96歩兵師団（J・C・ブラッドレー陸軍少将）：兵力約22,000名

  - 第3海兵水陸両用部隊（ロイ・ガイガー海兵少将）：北部上陸軍
    - 第1海兵師団（P・A・デルヴァル海兵少将）：兵力26,274名（シービー、予備隊2,500名を含む）
    - 第6海兵師団（レムエル・C・シェファード・ジュニア（英語版）海兵少将）：兵力24,356名（シービー、予備隊2,500名を含む）

  - 第27歩兵師団（G・W・グライナー陸軍少将）：予備部隊主力
  - 第77歩兵師団（アンドリュー・D・ブルース（英語版）陸軍少将）：西部諸島上陸隊。兵力約22,000名
  - 第2海兵師団（トーマス・E・ワトソン（英語版）海兵少将）：陽動上陸部隊

以下は付属部隊および予備部隊
- 第81歩兵師団（ポール・J・ミューラー（英語版）陸軍少将）：戦域予備部隊（在ニューカレドニア）
- 陸軍予備部隊（F・G・ウォーレス陸軍少将）
- 琉球戦略航空軍（F・P・マルケイ海兵少将）
- 琉球海軍部隊（C・H・コッブ海軍少将）

## 占領行政問題
アメリカ軍が沖縄本島に上陸した後の問題の一つに、「多数の住民の面倒を見る」があった。沖縄戦までの間に、アメリカ軍は数々の日本軍拠点を占領あるいは奪回していったが、そのほとんどが沖縄本島に比して住民が多くない場所で、最低でも30万以上ないし50万と見積もられていた住民の面倒を見るということは、アメリカ軍にとっても太平洋地域においては初めてのことだった。占領行政は不可欠であり、第10軍では戦闘部隊指揮官に行政官の職務を兼ねさせ、進攻度合いと連携して行政区域を整備する方針が立てられた。完全占領の暁には、ニミッツ元帥が沖縄における占領行政のトップとなり、バックナー中将がニミッツ元帥に代わって実際の占領行政を取り仕切ることになっていた。

## 損害
沖縄戦を通じて、第10軍は戦死・負傷など合わせて65,631名の損害を出した。内訳は、第24軍団は34,736名、第3海兵水陸両用部隊は26,724名で、その他守備隊2,636名、第10軍付部隊1,015名、航空部隊520名であり、65,631名の中にはバックナー中将および、1945年6月19日に戦闘指揮中に銃撃に遭って戦死した第96歩兵師団副団長のクラウディス・M・イーズリー陸軍准将も含まれている。